# 1960 en journalisme
Cet article présente les faits marquants de l'année 1960 en journalisme.

## Évènements
- 1er septembre : Création du journal satirique Hara-Kiri. L'hebdomadaire fut remplacé en 1970 par Charlie Hebdo[1].